# St. Georgen an der Gusen
St. Georgen an der Gusen (auch Sankt Georgen an der Gusen geschrieben) ist eine Marktgemeinde im Mühlviertel in Oberösterreich mit 4405 Einwohnern (Stand 1. Jänner 2024). Sie ist mit 7,13 km² flächenmäßig die kleinste Gemeinde im Bezirk Perg.
Der zwischen 1220 und 1240 erstmals als Amt Sankt Georgen (Officium Sancti Georgi) urkundlich erwähnte Ort liegt an der Gusen, einem linken Nebenfluss der Donau. Seit dem 16. Jahrhundert führt die Hauderer Straße als Vorläufer der Donau Straße durch den Markt.

## Geografie
Die Marktgemeinde Sankt Georgen liegt am Eingang des Gusentals auf um die 260 m ü. A., das Gemeindegebiet bedeckt eine Fläche von 7,13 km². Die größte Ausdehnung beträgt von Nord nach Süd 3,3 km, von West nach Ost 4,8 km.
16,9 % der Fläche sind bewaldet, 63,4 % der Fläche sind landwirtschaftlich genutzt, der Rest entfällt auf sonstige Zwecke. Die höchste Erhebung befindet sich im Norden des Gemeindegebietes in der Ortschaft Zottmann auf 338 m ü. A. Die Donau passiert beim Kraftwerk Abwinden-Asten gut 1 km südlich der Gemeindegrenze.
Die Landeshauptstadt Linz ist 15 Kilometer in westlicher, die Bundeshauptstadt Wien 168 Kilometer in östlicher Richtung entfernt. Der nächste Grenzübergang nach Tschechien, Wullowitz in der Gemeinde Leopoldschlag, befindet sich nördlich in 52 Kilometer Entfernung. Die Landesgrenze zu Niederösterreich befindet sich in rund 11 Kilometer Entfernung und wird auf der Mauthausner Donaubrücken überschritten. Richtung Westen ist allgemein die Überquerung der Donau über die Linzer Donaubrücken möglich, während die Straße über das Stauwerk Abwinden-Asten in der Nachbargemeinde Luftenberg an der Donau nur von Fußgängern und Radfahrern benützt werden darf.

### Landschaft und Geologie
Die Hanglagen des heutigen Gemeindegebietes von Sankt Georgen an der Gusen befanden sich im Tertiär an der Uferzone eines Meeres. Zahlreiche, bis zu 40 Millionen Jahre alte Fossilien wurden in den Quarzsandlagerstätten des Ortes gefunden. Sankt Georgen an der Gusen liegt im Untermühlviertler Schollenland, einem Ausläufer des Granit- und Gneisplateaus.
Das Gemeindegebiet grenzt zwar nicht an die Donau, diese fließt aber nur wenige Kilometer südwestlich am Kraftwerk Abwinden-Asten in der Nachbargemeinde Luftenberg an der Donau und südöstlich an der Burgruine Spielberg in der Nachbargemeinde Langenstein vorbei. Aus geologischer und geomorphologischer Sicht sowie unter Aspekten der Raumnutzung gehört das Gemeindegebiet von Sankt Georgen an der Gusen zu drei der 41 naturräumlichen Raumeinheiten des Bundeslandes Oberösterreich, wobei der größere Teil in der Raumeinheit Südliche Mühlviertler Randlagen gehört. Die Höhenlagen beiderseits der Gusen (Am Berg und am Kruckenberg) zählen landschaftlich zum Zentralmühlviertler Hochland und das südliche Ende des Gemeindegebiets ragt in das Linzer Feld, der Donautalung zwischen Linz und Mauthausen.

### Gewässer
Wesentlichstes Fließgewässer im Gemeindegebiet ist die Gusen, die im Nordosten die östliche Gemeindegrenze zur Nachbargemeinde Katsdorf bildet, dann von Norden nach Süden durch die Gemeinde fließt und diese im äußersten Süden Richtung Langenstein verlässt. Im Nordwesten gelangt der Retzbach auf das Gemeindegebiet und mündet schließlich kurz nach der Knollmühle in die Gusen.

### Gemeindegliederung
Einzige Katastralgemeinde ist St. Georgen an der Gusen. Die 4 Ortschaften (die Angaben in Klammern zeigen die Wohnbevölkerung zum Zeitpunkt der Volkszählung 2001) sind:
- Sankt Georgen an der Gusen (3175, Hauptort)
- Zottmann (192)
- Denneberg (36)
- Schörgendorf (126) samt Am Berg, Bruckmühl und Steg.

Diese Ortschaften liegen allesamt direkt an der Gusen-Zählsprengel sind St.Georgen a.d.Gusen-Süd und St.Georgen a.d.Gusen-Nord, die jeweils etwa die Hälfte der Gemeinde umfassen.
| Katastralgemeinden                  | Ortschaften in der Gemeinde                                                                                       |
| ----------------------------------- | --- |
| St. Georgen an der Gusen (7,13 km²) | Denneberg (R) · Sankt Georgen an der Gusen (M) · Schörgendorf (R) Am Berg (R) Bruckmühl (R) Steg (R) Zottmann (R) |
| Legende                             | |

| In der Spalte Katastralgemeinden sind sämtliche Katastralgemeinden einer Gemeinde angeführt. In der Klammer ist die jeweilige Fläche in km² angegeben. |
| In der Spalte Ortschaften sind sämtliche von der Statistik Austria erfassten Siedlungen, die auch eine eigene Ortschaftskennziffer aufweisen, angeführt. In der Hierarchieebene derselben Spalte, rechts eingerückt, werden nur Ansiedlungen, die mindestens aus mehreren Häusern bestehen, dargestellt. Die wichtigsten der verwendeten Abkürzungen sind: - M = Hauptort der Gemeinde - Stt = Stadtteil - R = Rotte - W = Weiler - D = Dorf - ZH = Zerstreute Häuser - Sdlg = Siedlung - Hgr = Häusergruppe - E = Einzelgehöft (nur wenn sie eine eigene Ortschaftskennziffer haben) Die komplette Liste der Statistik Austria ist in: Topographische Siedlungskennzeichnung nach STAT Zu beachten ist, dass manche Orte unterschiedliche Schreibweisen haben können. So können sich Katastralgemeinden anders schreiben als gleichnamige Ortschaften bzw. Gemeinden. Quelle: Statistik Austria – |

Die Gemeinde gehört zum Gerichtsbezirk Perg. 

### Nachbargemeinden
|                         | Engerwitzdorf (Bez. Urfahr-Umgebung)        | Katsdorf             |
| Luftenberg an der Donau | Kompassrose, die auf Nachbargemeinden zeigt | Ried in der Riedmark |
|                         |                                             | Langenstein          |

## Geschichte

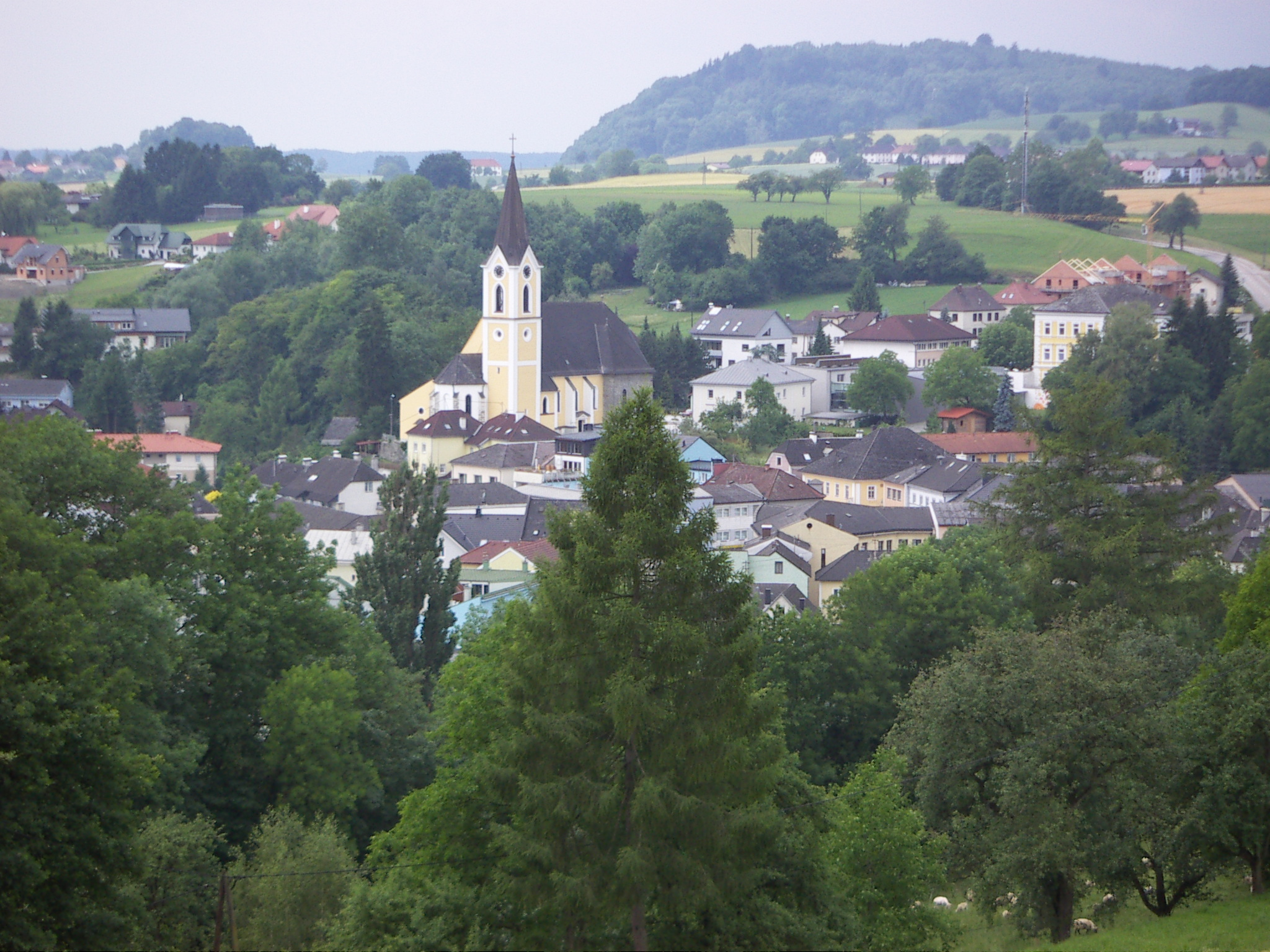
Der Markt Sankt Georgen an der Gusen. Im Hintergrund der Luftenberg

### Sankt Georgen und die Nachbargemeinden
Die auf dem Gebiet der Pfarre Sankt Georgen bestehenden Ortsgemeinden Langenstein, Luftenberg, Pürach (1937 zu Luftenberg eingemeindet) sowie der Markt Sankt Georgen an der Gusen wurden 1784 als Katastralgemeinden festgelegt und 1848 zu selbständigen politischen Gemeinden. Der Gemeinschaftsbesitz der Marktbürger von Sankt Georgen an der Gusen wurde in der Marktkommune noch bis 1931 selbständig verwaltet. Die historische Verbundenheit der in der Pfarre zusammengefassten Orte besteht teilweise bis heute (gemeinsame Pfarrkirche, Friedhof, Kriegerdenkmal, Vereine, Ortspolizei). Erst durch das starke Bevölkerungswachstum nach dem Zweiten Weltkrieg begannen die Orte mit dem Aufbau einer eigenen Infrastruktur. Die nachstehenden geschichtlichen Ausführungen beziehen sich daher großteils auf Sankt Georgen an der Gusen einschließlich der beiden angeführten Nachbargemeinden.

### Überblick
Die 1367 als „St. Jörger Pfarr bey der Gusen“ erstmals erwähnte Pfarre mit der um 1190 errichteten Georgskirche ist bis heute auch Mittelpunkt des religiösen Lebens für Luftenberg an der Donau und Langenstein. Im 16. und 17. Jahrhundert war die Pfarre Sankt Georgen protestantisch. Die Machländische Bauernbewegung um den aus Steining stammenden Martin Aichinger hatte auch hier zahlreiche Anhänger. Ab 1784 entstanden auf dem Gebiet der Pfarre Sankt Georgen die Katastralgemeinden St. Georgen, Langenstein, Luftenberg und Pürach, die 1848 zu selbständigen politischen Gemeinden wurden. Die das Gemeinschaftseigentum der Bürger verwaltende Marktkommune ist 1931 zur Gänze in der Marktgemeinde aufgegangen. Seit 1873 führt die Summerauer Bahn durch das Gemeindegebiet. Der Bahnhof von Sankt Georgen befindet sich allerdings auf dem Gemeindegebiet der Nachbargemeinde Luftenberg in der Ortschaft Abwinden. Im Zweiten Weltkrieg war Sankt Georgen an der Gusen Sitz der Granitwerke Mauthausen der Deutschen Erd- und Steinwerke Berlin (DEST) und damit die wirtschaftliche Kommandozentrale für die Konzentrationslager in Gusen und Mauthausen. Unweit des Ortszentrums befand sich die zweitgrößte unterirdische Fabrik des Großdeutschen Reiches für die serielle Produktion von Messerschmitt Me 262 Düsenjagdflugzeugen, den ersten serienmäßig einsatzfähigen Militärflugzeugen mit Strahltriebwerken. Die historisch bedingte enge Verbindung mit Luftenberg und Langenstein wurde in der zweiten Hälfte des 20. Jahrhunderts wesentlich gelockert, indem diese begannen, eine eigenständige kommunale Infrastruktur mit Schulen, Kinderbetreuungseinrichtungen usw. einzurichten. Mit dem Ausbau der Donau Straße wurde Sankt Georgen an der Gusen gemeinsam mit Langenstein und Luftenberg vom immer stärker werdenden Verkehrsaufkommen entlastet. Durch die Nähe zum Donauradweg und zum Donausteig gewinnt der Tourismus an Bedeutung.

### Ur- und Frühgeschichte
Die Anwesenheit von Menschen lässt sich seit der älteren Steinzeit nachweisen. Bedeutende prähistorische Funde wurden beispielsweise auf dem Koglberg, dem Frankenberg und dem Luftenberg, sowie in den Ortschaften Gusen, Pürach und Schörgendorf gemacht. Darunter ist der prähistorische Kultplatz Berglitzl in Gusen von überregionaler Bedeutung. Fährstellen über die Donau und Salz-Transportwege abseits der Salzstraße durch das Gusental und über den Luftenberg (Luftenberger Steig durch das heutige Marktgebiet von Sankt Georgen, Ortschaft Steg nahe der Ortschaft Schörgendorf) nach Böhmen haben die Entstehung von Siedlungen in der Gegend begünstigt. Wie die Reste von Wallanlagen auf Luftenberg und Frankenberg beweisen, waren die Siedlungen bereits in der Späten Bronzezeit und der La-Tène-Zeit militärisch befestigt. Von der Antike und bis ins Frühmittelalter befanden sich in diesem Bereich Grenzen, kulturelle Übergangszonen und Schnittpunkte von bis heute nachweisbaren sprachlichen Lautgrenzen.

### Antike und frühes Mittelalter

#### Kelten
In der Gegend lebten zunächst Kelten, erst später germanische Stämme. Mitten durch das heutige Gemeindegebiet verlief vermutlich im 1. Jahrhundert nach Christus entlang der Gusen (Cusus) auch die Ostgrenze des durch Tacitus erwähnten quadischen Regnum Vannianum.

#### Römer und Germanen
Zur Zeit der Römer entstand am südlichen Donauufer gegenüber dem Gusen-Delta das norische Lauriacum direkt am norischen Limes. Reste eines römischen Wachturmes sind im Gemäuer der Ruine Spielberg belegt. Nach dem Friedensschluss des römischen Kaisers Commodus mit den Germanenlag auch das Gebiet um Sankt Georgen in der etwa siebeneinhalb Kilometer breiten entmilitarisierten Zone nördlich der Donau. Bis zum 8. Jahrhundert zählte die Gegend von Sankt Georgen kirchlich zu Lorch, welches bereits im 3. Jahrhundert christianisiert war.
Im Frühmittelalter hieß der heutige Markt Sankt Georgen an der Gusen nach dem gleichnamigen Fluss lediglich Gusen, (Althochdeutsch) gleichbedeutend wie gusse (Guss, Flut, Überschwemmung). Der Fluss wurde später in Urkunden (beispielsweise 1125) Gvvsin beziehungsweise Gusuna genannt.

##### Bajuvaren und Slawen
Ab dem 6. Jahrhundert wurden die Bajuwaren in der Gegend sesshaft, wie Schwertfunde im Gusental und Skelettgräber beweisen. Um 600 folgten die slawischen Wenden, an die Ortsnamen wie Winning,Wienau, Abwinden oder Lungitz erinnern. Beide Gruppen lebten nebeneinander und gingen im Ostfränkischen Reich auf.

##### Franken
Die Gründung des Ortes Sankt Georgen sowie die Kirchengründung auf dem Frankenberg werden den Franken zugeschrieben, die auf ihren Feldzügen gegen die Awaren in der 2. Hälfte des 8. Jahrhunderts die damals hier verlaufende Ostgrenze ihres Reiches gegenüber der Mündung der Enns verteidigen mussten. Ortsnamen wie Kruckenberg, Amberg, Staffelberg oder Frankenberg zeigen, dass die Franken besonders den damals strategisch hervorragend gelegenen Frankenberg mit seinem idealen Überblick über das Land an der Ennsmündung und die Riedmark für ihre Zwecke nutzten. Ab 773 dürfte ein erster Pfarr- oder Missionsstützpunkt auf dem Frankenberg entstanden sein. 791 ließ Karl der Große bei einem Aufenthalt in Lorch auf dem Frankenberg eine Kirche errichten. 811 wurde dem Bistum Passau das Gebiet entlang der Donau zur Missionierung zugewiesen und 823 bestätigte König Ludwig der Fromme dem Hochstift Passau den Besitz des Gebietes nördlich der Donau, das damals noch als Reoda in terra Hunnorum – also als gerodetes bzw. erschlossenes Gebiet im Hunnenland – bezeichnet wurde. Dies gilt als erster urkundlicher Hinweis auf die Riedmark.
Als Zeugnis für Christianisierung der Bevölkerung durch eine bayerisch-fränkische Kirchenorganisation dient der auf der Berglitzl in Gusen gefundene Friedhof aus karolingischer Zeit. Im Jahre 1871 wurde in Sankt Georgen an der Gusen auch das älteste erhaltene karolingerzeitliche Schwert Österreichs gefunden.

### Mittelalter

#### Luftenberger, Babenberger
Das für Sankt Georgen wichtige Steyregg ist 885 bereits als Taberesheim (Tafersheim, Taversheim) belegt. Um das Jahr 900 erscheint im Zusammenhang mit einem Grundstückstausch auch bereits der nobilis Durinc (der Edelmann Durinc) beim Orte Luffinperc (Luftenberg). In dieser Zeit gehörte der Raum um Sankt Georgen zum Herrschaftsbereich der Hochfreien von Luftenberg mit ihrer Burg Luftenberg in der babenbergischen Markgrafschaft Ostarrichi im Nordosten des Herzogtums Bayern. Die ebenfalls Hochfreien Herren von Gusen haben im 12. Jahrhundert in der Region offensichtlich eine bedeutende Rolle gespielt, da beispielsweise in einer Urkunde Bischof Reginberts von Passau 1145 neben Adelram I. von Perg (Adalramus de perge) und Walchun IV. von Machland (Walchun de machlant) auch ein Timo von Gusen (Timo de gusene) als Zeuge genannt wurde. Auch ein Eberhard von Gusen(Eberhardus de Gusen) ist aus dieser Zeit überliefert. 1156 wurde Ostarrichi zu einem eigenständigen Herzogtum erhoben (Privilegium Minus). Das ab dem 13. Jahrhundert für die Gegend von Sankt Georgen zuständige Landgericht war Riedmark, welches erst um 1490 ihre Bedeutung verlor.

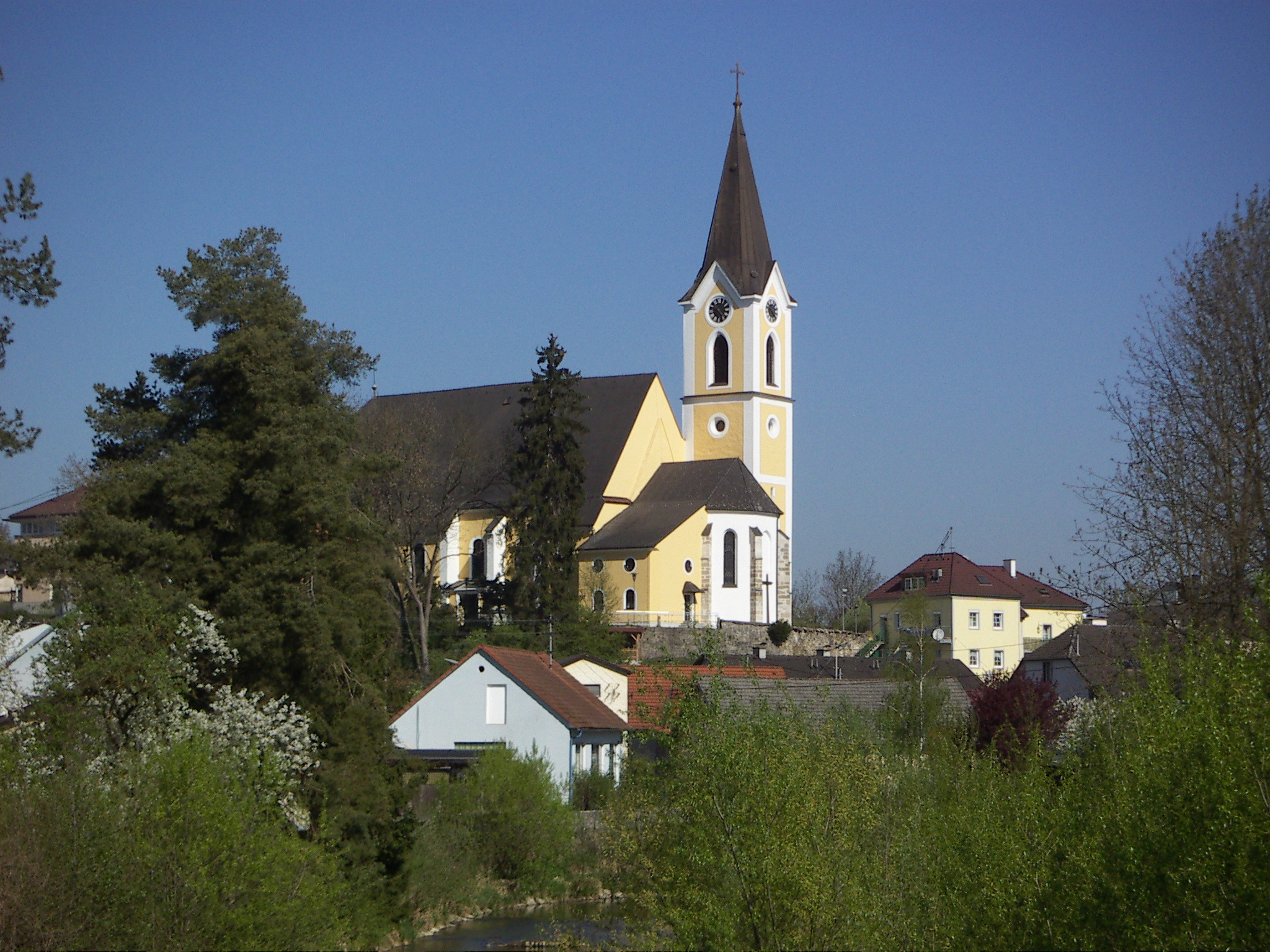
Pfarrkirche zum Hl. Georg in St. Georgen an der Gusen

Die Kirche zum Hl. Georg ist von Kreuzfahrern, welche sich auf dem Dritten Kreuzzug (1189–1192) unter Kaiser Friedrich I. (Barbarossa) auf dem Landweg entlang der Donau befanden, gegründet worden. Sankt Georgen umfasste damals neun Häuser und eine Kirche, in welcher zwei bis drei Mal im Jahr Messe gelesen wurde. Urkundlich wurde der Ort erstmals zwischen 1220 und 1240 in einem landesfürstlichen Urbar Friedrichs des Streitbaren als OFFICIUM SANCTI GEORGI – also als Amt St. Georgen – bezeichnet.
Noch 1230 erhielt der Domvogt von Regensburg Otto III. von Lengenbach die Burg Spielberg mit all ihren Untertanen zum Lehen. Im Urbar des böhmischen Königs Prszemysl-Ottokar II. (1250–1270) werden Winning und sechs Häuser von Gusen als abgabenpflichtig erwähnt.

#### Bistümer Regensburg und Passau, die steirischen Otakare und die ersten Habsburger
1285 kaufte Ulrich II. von Kapellen, dem König Rudolf I. von Habsburg (1218–1291) für sein entscheidendes Eingreifen in der Schlacht auf dem Marchfeld bereits 1278 die Herrschaft Steyregg verliehen hatte, von Poppo von Grünburg (Grinperc) das Eigen St. Georgen samt der Kirche. Von 1285 bis zur Aufhebung der Grundherrschaften 1848 gehörte der Markt Sankt Georgen zur Herrschaft Steyregg. Einzelne Gebiete der heutigen Marktgemeinde gehörten weiterhin anderen Herrschaften wie beispielsweise Luftenberg und Spielberg sowie den Klöstern Pulgarn, St. Florian und Garsten.
Die zahlreichen, dem Kloster Garsten zuständigen Höfe der Region und das Faktum, dass Ulrich II. von Kapellen das Eigen Sankt Georgen vom steirischen Ministerialen Popo von Grünburg kaufte, gelten als Hinweis, dass der Raum um Sankt Georgen bis zum 13. Jahrhundert auch im Einflussbereich der steirischen Otakare lag.

#### Kloster Pulgarn, Hussiten, Ungarische Truppen
Hans von Kapellen, der Sohn Ulrichs, unterstellte Anfang des 14. Jahrhunderts die Kirche von Sankt Georgen gemeinsam mit den Kirchen von Tafersheim (Steyregg) und Frankenberg mit dem Zehent dem damals nach Pulgarn geholten Heilig-Geist-Orden, behielt sich aber die Vogtei darüber vor. 1367 begegnete uns der Ort als St. Jörger Pfarr bey der Gusen.
Während der Hussitenkriege (1422–1433) wurde auch der Markt St. Georgen durch die Hussiten geplündert und weitgehend zerstört. Die Pfarre wurde um 1468 wie Pulgarn von den Jesuiten betreut. 1487 wurde durch die aus Böhmen ins Land eingefallenen rosenbergischen Truppen die Kirche weitgehend zerstört und konnte erst 1538 wieder aufgebaut werden.

### Neuzeit

#### Reformation und Gegenreformation
Ab 1490 wurde auch St. Georgen dem von Kaiser Friedrich III. so bezeichneten Fürstentum Österreich ob der Enns zugerechnet. Ab dem Beginn des 16. Jahrhunderts führte die Hauderer-Straße, ein Handelsweg nördlich der Donau, durch St. Georgen. 1508 erwarben die Jörger von Tollet mit der Herrschaft Steyregg auch St. Georgen. Helmhart Jörger war ein fanatischer Protestant. Gemäß einer Landkarte aus dem Jahre 1583 verlief die Grenze zwischen den weltlichen österreichischen Lehen und den passauischen Lehen noch direkt entlang des Gusen-Flusses mitten durch das heutige Gemeinde- und Pfarrgebiet von Sankt Georgen. Um 1600 war der größte Teil des Mühlviertels protestantisch und auch in der Kirche von St. Georgen wirkten protestantische Prediger. 1609 wurde die Kirche von St. Georgen endgültig an die Jesuiten von Linz übertragen, weil der zwischenzeitlich protestantisch gewordene Heilig-Geist-Orden aufgelöst worden war. Der Ort wurde 1610, nachdem im Bruderzwist zwischen Kaiser Rudolf II. und König Matthias I. von Ungarn ein Teil der Hallerschen Truppen von Freistadt nach St. Georgen verlegt worden war und Kämpfe mit Passauer Truppen zwischen Langenstein und Mauthausen stattfanden, wieder einmal vollständig geplündert. 1624 wütete auch in St. Georgen und Umgebung die Pest. Nach dem Bauernaufstand im Hausruckviertel von 1632 fand Martin Aichinger aus Steining (vulgo Laimbauer) auch in St. Georgen und Umgebung viele Anhänger. Die Schlacht auf dem Frankenberg, bei der hunderte seiner verbliebenen Anhänger, welche sich zu Pfingsten 1636 in die dortige Kirchenruine zurückgezogen hatten, von kaiserlichen Truppen unter Landeshauptmann Graf Hans Ludwig von Kueffstein und seinem Kommandanten Graf Kaspar von Starhemberg niedergemetzelt wurden, wirkt bis heute tief im Bewusstsein der in und um St. Georgen verwurzelten Bevölkerung nach. 1653 kaufte Freiherr David Ungnad von Weissenwolf (1584–1599) St. Georgen mit den Besitzungen Helmhart Jörgers, welcher als unnachgiebiger Protestant vorher abgestiftet worden war. 1671 vermehrte David Ungnad von Weissenwolf seinen Einflussbereich im Umland St. Georgens zusätzlich durch den Kauf der Herrschaften Spielberg und Luftenberg. 1665 erfolgte eine Erweiterung der Kirche, bei der das heute noch vorhandene großzügige Kirchenschiff mit Säulen ausgestattet wurde. 1669 führten die Jesuiten in der Pfarre schließlich eine so genannte Volksmission durch. Seit dieser Zeit ist der Raum um St. Georgen wieder weitgehend römisch-katholisch geprägt.

#### Marktrecht

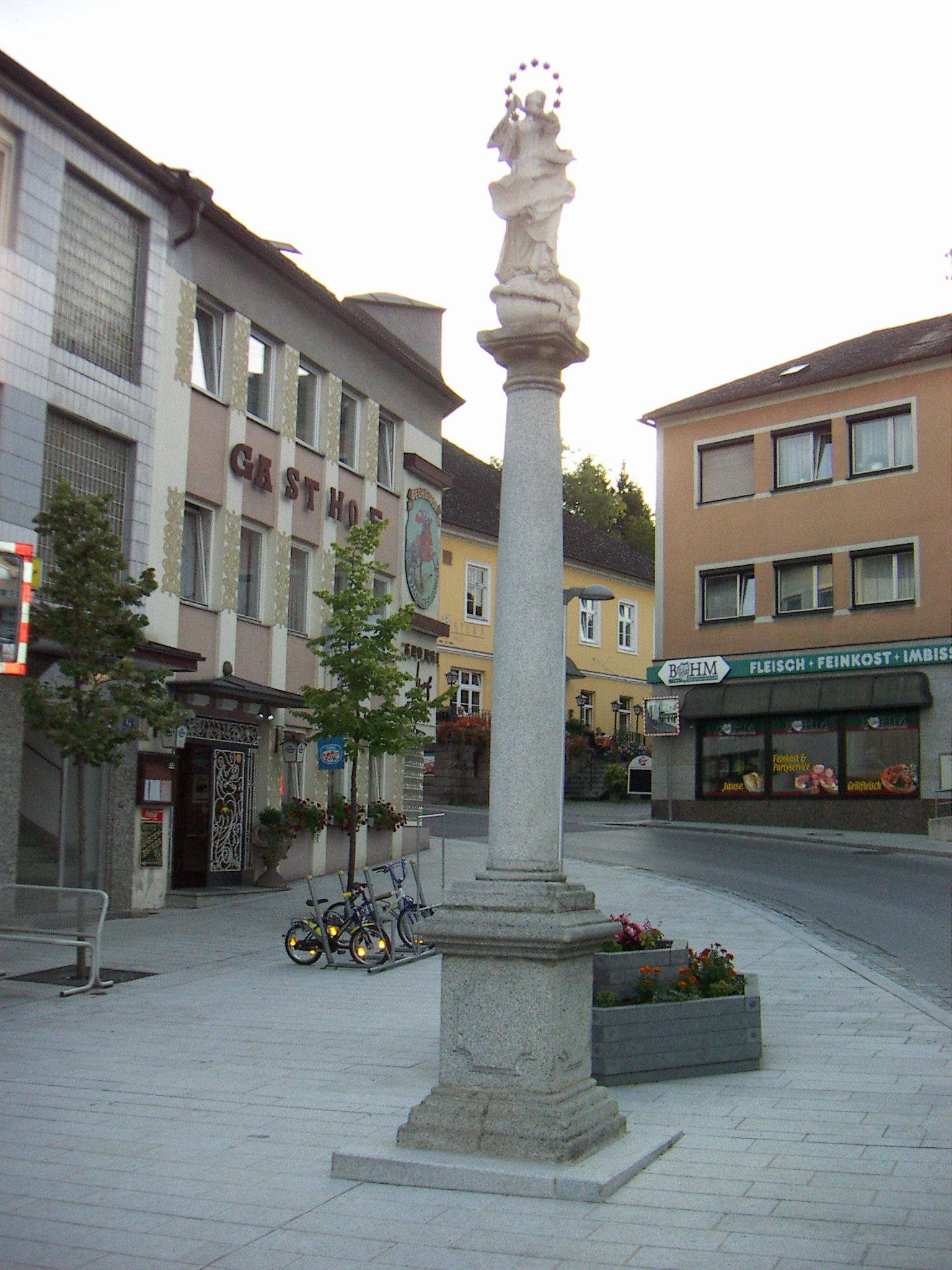
Mariensäule aus dem 18. Jhd.

1585 wurde Sankt Georgen in einem Verzeichnis der Städte und Märkte Oberösterreichs genannt, das Marktrecht dürfte bereits wesentlich länger bestehen. Die Steyregger Urbare von 1583 und 1597 bestätigen die jeweils am Georgitag abgehaltenen Kirchtage. Ende des 16. Jahrhunderts wurden auch die Kirchtage der ehemaligen Kirche auf dem Frankenberg am Mittfastensonntag (Sonntag Laetare) und am Tag des Heiligen Johannes Babtistae nach St. Georgen verlegt. 1689 erweiterte Helmhart Christoph von Weissenwolf aufgrund eines durch Kaiser Ferdinand II. (1619–1637) erteilten Privilegs die Rechte des Marktes zur Abhaltung von Jahrmärkten am Mittfastensonntag, zu Georgi, am Tag Johannes des Täufers, zu Jakobi und zu Simoni. Diese Jahrmärkte wurden erst in den Wirren der Napoleonischen Kriege (1806–1816) eingestellt. 1773 gestattete Graf Franz Josef von Weissenwolf die Abhaltung eines Getreide-, Garn- und Viehmarktes an jedem Donnerstag, der aber bereits nach wenigen Jahren wieder bedeutungslos wurde. Das Marktrecht St. Georgens ist auch in Zunftbriefen der Leinenweber 1689 und 1709 erwähnt. St. Georgen war im 17. und 18. Jahrhundert ein bedeutender Weberort mit 33 behausten Meistern und eigener Zunftordnung. Nach dem Niedergang dieses Gewerbes erlebte in St. Georgen ab der 1. Hälfte des 19. Jahrhunderts die Herstellung bemalter Bauernmöbel – der sogenannten Gusener – eine kurze Blüte. In Bauart und Bemalung bilden diese unter den Bauernmöbeln die „St. Georgener Gruppe“. Der Markt St. Georgen wurde 1678, 1770 und 1848 auch von verheerenden Bränden heimgesucht. Die meisten Urkunden des Marktes sind dabei verbrannt oder gingen spätestens 1944 im Oberösterreichischen Landesarchiv verloren. Als Dank dafür, dass der Markt beim Brand eines Hauses im Jahre 1761 verschont blieb, wurde 1762 am Platz dieses Hauses die bekannte Mariensäule errichtet.

#### Schulen
Mit Johann Georg Dietler wurde 1637 der erste Schulmeister (ludimagister) in St. Georgen erwähnt. Nach den Schulreformen unter Erzherzogin Maria Theresia (1717–1780) wurde am 28. Februar 1796 der Stiftungsbrief für die spätere Volksschule unterzeichnet. 1804 erfolgte an der Stelle der heutigen Landesmusikschule die Errichtung eines ersten Schulgebäudes, welches 1895 durch das noch heute in Verwendung stehende Volksschulgebäude ersetzt wurde. Heutzutage gibt es eine Musikschule, Volksschule und eine Neue Mittelschule.

#### Josephinische Reformen
Kaiser Joseph II. zog die Kirche nach der Auflösung der Jesuiten 1775 für den Religionsfonds ein, 1791 wurde der erste Weltpriester in St. Georgen eingesetzt und 1795 der heute noch bestehende Pfarrhof errichtet. Kirchenrechtlich wurde das Gebiet auf Druck von Kaiser Joseph II. mit dem Erzherzogtum Österreich ob der Enns erst im Zuge der Neuerrichtung des Diözese Linz 1783–1785 vom Bistum Passau abgespalten. Ab 1784/1785 entstanden auf dem Gebiet der Pfarre St. Georgen und aus dem Umland des Marktes die Katastralgemeinden Sankt Georgen, Langenstein, Luftenberg und Pürach.
1834 wurde der vorher um die Kirche angelegte Friedhof als Neuer Friedhof an den heutigen Platz verlegt.

#### Napoleon
In der napoleonischen Zeit (1805–1806 sowie 1809) litt St. Georgen sehr unter den Einquartierungen französischer, bayerischer und auch österreichischer Truppen. Epidemische Krankheiten verbreiteten sich rasch. Einige sog. Franzosenkreuze erinnern in der Region noch heute daran.

#### Bahnbau, Marktkommune
1873 wurde die Summerauer Bahn von Linz nach Budweis mit dem Bahnhof in der Nähe des Marktes Sankt Georgen an der Gusen eröffnet. Wirtschaftliche Impulse für den Markt ergaben sich vor allem durch den Naherholungstourismus der Linzer Bevölkerung. 1896 folgte die Gründung eines Vorschuss-Kassenvereins als Vorläufer der späteren Raiffeisenbank, 1897 die Einrichtung einer Ortsgruppe der Sozialdemokratischen Partei und 1898 einer Kinderbewahranstalt der Pfarre, die bis 1979 unter geistlicher Leitung der Marienschwestern stand.
In der Zwischenkriegszeit entwickelte sich ein reges Kultur- und Vereinsleben. Erwähnenswert ist der von Lehrer Eduard Munninger verfasste historische Roman Die Beichte des Ambros Hannsen, in dem auf den Bauernaufstand unter Martin Aichinger Bezug genommen wurde. Munninger gründete im Jahre 1934 in St. Georgen die Erste Reichskapellmeisterschule.
Die vom Marktrichter verwaltete Marktkommune wurde am 27. Dezember 1931 einstimmig samt Vermögen in die Marktgemeinde überführt, die seit diesem Zeitpunkt den Heiligen Georg offiziell im Marktwappen führt. Die traditionellen Jahrmärkte wurden auf Georgi und Simoni beschränkt. Noch am 2. April 1951 erteilte die Oberösterreichische Landesregierung die Erlaubnis, jeweils zu Georgi eine Hengste- und Rinderschau abzuhalten, welche aber in den 1960er-Jahren ihre Bedeutung verlor.

#### Drittes Reich, Sowjetische Besatzung

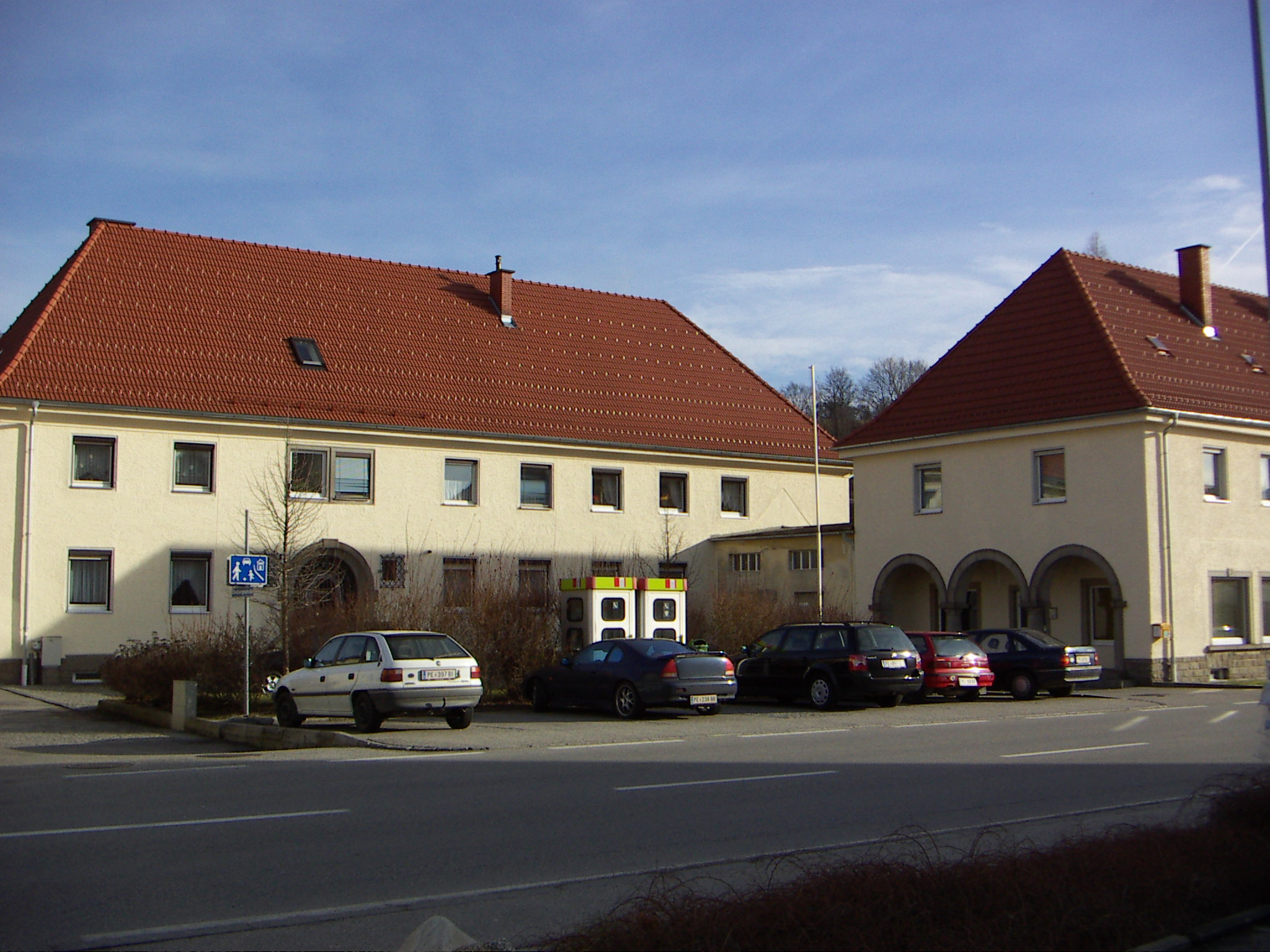
Gebäude der ehemaligen DEST Verwaltungszentrale

Nach dem „Anschluss Österreichs“ an das Deutsche Reich am 13. März 1938 gehörte Sankt Georgen zum Gau Oberdonau. In den frühen Kriegsjahren wurden hier die Granitwerke Mauthausen der Deutschen Erd- und Steinwerke (DEST) zur wirtschaftlichen Kommandozentrale für den Betrieb der Konzentrationslager Gusen und Mauthausen ausgebaut. Der Ort wird zur Garnisonsstadt der SS ausgebaut (u. a. auch die Gebäude in der heutigen Siedlungsstraße). 1941–1943 wurde durch das Großdeutsche Reich eine Schleppbahn zwischen dem Bahnhof Sankt Georgen und dem Konzentrationslager Gusen erbaut. Unter der Tarnbezeichnung B8 Bergkristall wurde ab Jahresbeginn 1944 unweit des Ortszentrums unter strengster Geheimhaltung das KZ Gusen II mit der reichsweit zweitgrößten unterirdischen Fabrik für die serielle Produktion von Messerschmitt Me 262-Düsenjagdflugzeugen eingerichtet, mit dem dazugehörigen SS-Führungsstab B8.
Sankt Georgen und die Konzentrationslager in der Umgebung wurden am 5. Mai 1945 unter maßgeblicher Beteiligung des IKRK-Entsandten Louis Häfliger durch amerikanische Truppen befreit bzw. besetzt. Diesen folgten im August 1945 sowjetische Besatzungstruppen, welche das in Sankt Georgen befindliche sogenannte Deutsche Eigentum zu Gunsten der USIA verwendeten und erst 1955 an die Republik Österreich übergaben.

#### Zweite Hälfte des 20. Jahrhunderts
Die während des Zweiten Weltkrieges in Linz errichteten Industriebetriebe führten ab den 1950er-Jahren zu einem raschen Anwachsen der Bevölkerung in Sankt Georgen an der Gusen. 1950 wurde in einer früheren Küchenbaracke der DEST eine Hauptschule eingerichtet, welche 1962 in das heute noch in Verwendung stehende Gebäude umzog. 1964/1965 wurde die Gemeinde Langenstein aus dem Schulsprengel herausgelöst, 1970 auch die Gemeinde Luftenberg. Bis 1965 war das Standesamt St. Georgen auch für die Einwohner der Gemeinde Langenstein zuständig. 1974 wurde Sankt Georgen Standort einer Musikschule, die 1978 als Landesmusikschule durch das Land Oberösterreich übernommen wurde und Zweigstellen in Steyregg, Mauthausen und Ried in der Riedmark unterhält.

## Bevölkerung

### Bevölkerungsentwicklung
Mitte des 19. Jahrhunderts dürften im Gemeindegebiet von Sankt Georgen an der Gusen knapp eintausend Personen gelebt haben. Bis zum Beginn des Zweiten Weltkrieges stieg die Einwohnerzahl auf 1.429 an. Diese wächst seit den 1950er-Jahren deutlich stärker als die des Bezirks Perg und des Bundeslandes Oberösterreich.
Historische Aufzeichnungen aus dem Markt St. Georgen an der Gusen reichen bis 1481 zurück, wo 22 Häuser angeführt sind. Der Ort wuchs für damalige Verhältnisse stark, weil bereits 1583 37 Häuser, 1626 47, 1809 93 und 1825 97 Häuser angeführt werden. Ende des ersten Viertels des 19. Jahrhunderts wohnten im Markt 640 Personen. Von den umliegenden und heute zu Sankt Georgen an der Gusen gehörigen Ortschaften werden 1869 in Schörgendorf 132 Einwohner und in Zottmann 83 Einwohner angeführt.

### Bevölkerungsstruktur nach Geschlecht, Alter und Bildung
Die Marktgemeinde Sankt Georgen an der Gusen hatte am 1. Jänner 2010 3.619 Einwohner, davon 1.764 Männer und 1.855 Frauen, Die grobe Altersstruktur der Sankt Georgener Bevölkerung zum 1. Jänner 2010 zeigt, dass 67,1 % der Sankt Georgener über 15 und unter 65 Jahre alt sind. Mit 14,8 % ist rund ein Siebentel der Bevölkerung jünger und mit 18,1 % etwas mehr als ein Sechstel der Bevölkerung älter. Während der Frauenanteil in der Hauptgruppe und bei der jüngeren Bevölkerung mit 50 % unter dem Durchschnitt der Gesamtbevölkerung liegt, ist dieser bei der älteren Bevölkerung mit rund 60 % deutlich darüber.
Von den 2.909 Sankt Georgenern, die 2001 über 15 Jahre alt waren, sind 1.491 beziehungsweise 51,3 % Frauen. 182 Perger, das sind 6,3 % der über Fünfzehnjährigen, haben den Abschluss einer Universität, Fachhochschule oder Akademie, der Frauenanteil liegt mit 42,9 % deutlich unter dem der Bevölkerungsgruppe insgesamt. Weitere 277 Sankt Georgener, das sind 9,6 % der relevanten Bevölkerungsgruppe, haben die Matura, dabei liegt der Frauenanteil mit 49,4 % nur wenig unter dem an der betreffenden Bevölkerungsgruppe. 1.454 Sankt Georgener, das sind mit 50 % genau die Hälfte der über Fünfzehnjährigen, haben eine Lehre oder berufsbildende mittlere Schule abgeschlossen, wobei der Frauenanteil 40,8 % beträgt. 996 oder 34,2 % der St. Georgener haben nur einen Pflichtschulabschluss. Darunter sind mehr als zwei Drittel Frauen.

### Herkunft und Sprache
96,6 % der Einwohner von Sankt Georgen an der Gusen sind österreichische Staatsbürger und 92,9 % wurden in Österreich geboren. 2,6 % der Sankt Georgener wurden in anderen EU-Staaten geboren, 4,8 % in Nicht-EU-Staaten. Der mittel- oder donaubairische Dialekt ist eine bairische Dialektform, die in ganz Oberösterreich verbreitet ist. Der ostösterreichische Zweig des Mittelbairischen geht auf die Mundart des durch die bairische Ostsiedlung entstandenen babenbergischen Herrschaftsgebietes Ostarrichi zurück. Bei der Volkszählung 2001 haben 3.372 Personen (95,6 %) Deutsch als Umgangssprache angegeben, 63 (1,8 %) Türkisch, 19 (0,5 %) Kroatisch, 34 (1,0 %) Bosnisch, 7 (0,2 %) Serbisch, 6 (0,2 %) Ungarisch, 7 (0,2 %) Tschechisch, 21 (0,6 %) eine sonstige Sprache.

### Religion
Bei der Volkszählung 2001 haben 3.026 Personen (85,7 %) römisch-katholisch als Religionsbekenntnis angegeben, 122 (3,5 %) islamisch, 29 (0,8 %) evangelisch, 8 (0,2 %) orthodox und 20 (0,6 %) sonstige Glaubensrichtungen. 324 (9,2 %) der Einwohner von Sankt Georgen haben sich zu keiner Religion bekannt. Die römisch-katholische Pfarre Sankt Georgen zählt zum Dekanat Pregarten und erstreckt sich zusätzlich zum Gemeindegebiet von Sankt Georgen an der Gusen auch auf die Gemeinden Luftenberg an der Donau und Langenstein. Aus der historisch gewachsenen gemeinsamen Pfarrzugehörigkeit ergab sich nicht nur hinsichtlich des religiösen Mittelpunktes eine enge Verbundenheit innerhalb der Region.

## Hauptort der Gemeinde
Gemeindehauptort ist der Markt Sankt Georgen an der Gusen.
Der Ort befindet sich etwa 12 Kilometer südöstlich des Stadtzentrums von Linz, 14 Kilometer westlich von Perg. Er liegt am Südrand des Gemeindegebietes, dort, wo die Gusen in das Linzer Feld tritt, etwa 5 km oberhalb ihrer Mündung in die Donau, auf um die 260 m ü. A. Höhe.
Die Ortschaft umfasst etwa 740 Gebäude mit etwa 3200 Einwohnern und umfasst damit 90 % der Gemeindebevölkerung.
Das Ortschaftsgebiet erstreckt sich bis zur Ortslage Knollmühle nördlich. Nicht zur Gemeinde gehören aber der Bahnhof südwestlich, der schon in Luftenberg liegt, wie auch die Stacherlsiedlung südöstlich, die zu Langenstein gehört.
| Knierübl (O) Gröbetsweg (O) (beide Gem. Luftenberg a. d. D.) | Zottmann (O)                                | Denneberg (O) Kruckenberg (O Blindendorf, Gem. Ried i. d. R.) |
| Statzing (O, Gem. Luftenberg a. d. D.)                       | Kompassrose, die auf Nachbargemeinden zeigt | Kirchberg Frankenberg (O, beide Gem. Langenstein)             |
| Bahnhofsiedlung Abwinden (O, beide Gem. Luftenberg a. d. D.) |                                             | Stacherlsiedlung (O, Gem. Langenstein)                        |

## Kultur und Sehenswürdigkeiten

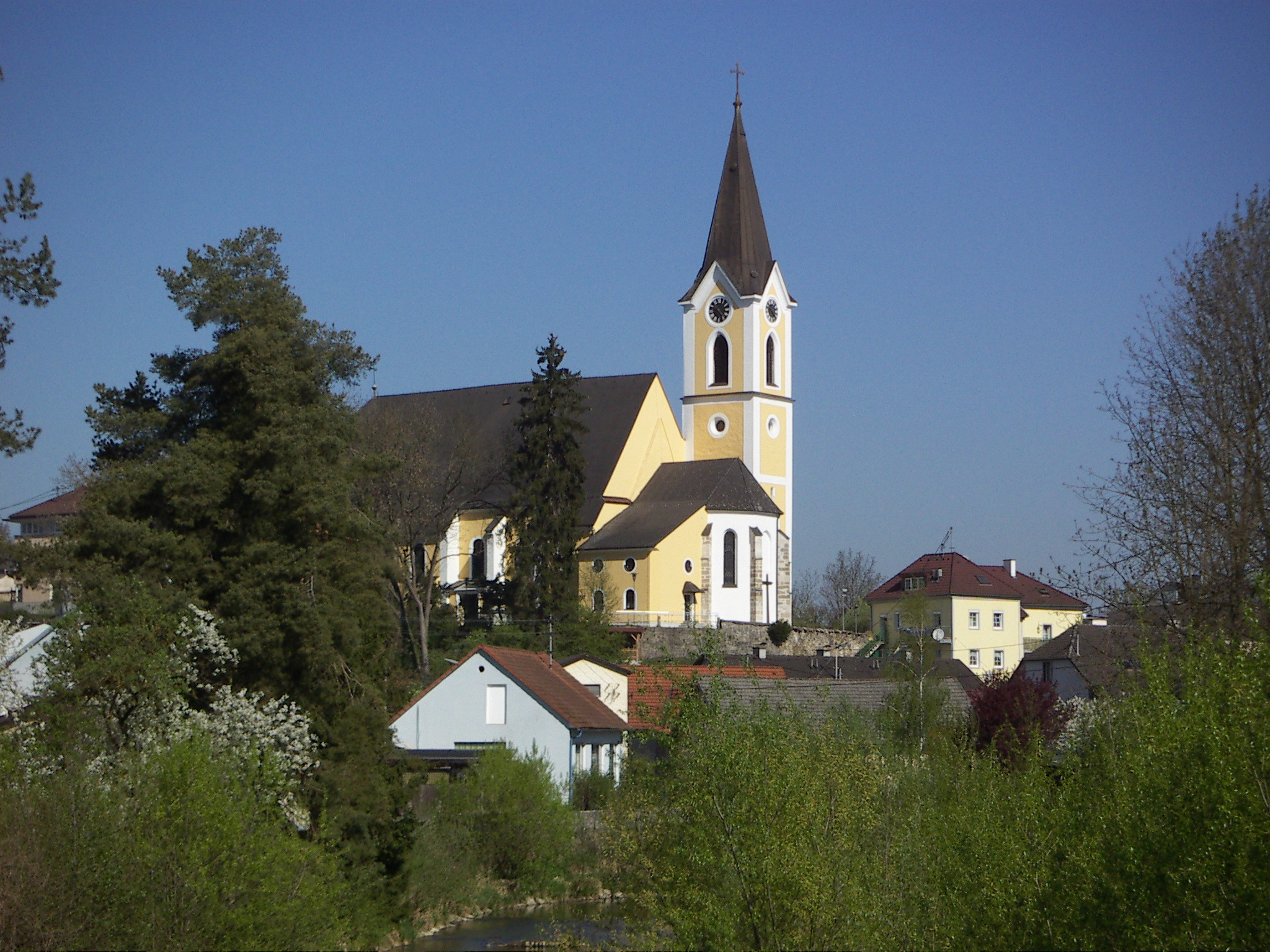
Pfarrkirche St. Georgen an der Gusen

- Katholische Pfarrkirche St. Georgen an der Gusen hl. Georg
- Heimathaus: Museum

Gedenkstätten
- Ehemalige Werkgruppenleitung der Deutschen Erd- und Steinwerke GmbH Berlin (Kommandozentrale des Doppellagers KZ Mauthausen-KZ Gusen)
- Ehemalige Stollenanlage B8 Bergkristall
- → Siehe auch: Gebäude der ehemaligen Konzentrationslager Gusen in Langenstein (z. B. Jourhaus, SS-Wachblöcke, Häftlingsbordell, Unterkunftsgebäude, Steinbrecher, Kläranlage, Lehrlingshalle, Stollenanlage „Kellerbau“)
- → Siehe auch: Audioweg Gusen
- → Siehe auch: Memorial Gusen in Langenstein
- → Siehe auch: Besucherzentrum Gusen in Langenstein[34]
- → Siehe auch: KZ-Gedenkstätte Mauthausen

## Wirtschaft und Infrastruktur
Die Anzahl der Arbeitsstätten in Sankt Georgen an der Gusen stieg zwischen den beiden letzten Volkszählungen 1991 und 2001 um 36,2 % auf 128. Die Anzahl der Arbeitsplätze erhöhte sich im selben Zeitraum um 46,2 % auf 760. Sankt Georgen an der Gusen bot 2001 für 475 außerhalb der Gemeinde wohnende Personen Arbeitsplätze, während 1.301 Sankt Georgener auswärts arbeiteten. Der größere Teil der Einpendler kommt aus dem Bezirk Perg, während ein Großteil der Auspendler in andere Bezirke des Bundeslandes, insbesondere in die Stadt Linz pendeln.
2001 waren 0,9 % der in Sankt Georgen an der Gusen beschäftigten erwerbstätigen Personen in der Land- und Forstwirtschaft tätig. In Industrie, Gewerbe und Bauwesen waren 2001 32,5 % beschäftigt. Der Anteil ist gegenüber 1991 beziehungsweise 1981 deutlich zurückgegangen, während der Anteil der im Dienstleistungsbereich tätigen Personen gestiegen ist. In der Marktgemeinde Sankt Georgen an der Gusen bestehen mehr als 80 Gewerbebetriebe, die in erster Linie der Nahversorgung dienen. Die Unternehmer haben sich im Wirtschaftsförderungsverein 4222 zusammengeschlossen, der für die gemeinsame Werbung, den gemeinsamen Auftritt im Internet, die Organisation gemeinsamer Veranstaltungen, den Verkauf gemeinsamer Einkaufsgutscheine und die Vertretung gemeinsamer Interessen zuständig ist.
Seit 1929 wird in Sankt Georgen Sandabbau betrieben. Die Gewinnung von Quarzsand (Linzer Sande, entstanden durch Meeresablagerungen und die Verwitterung der kristallinen Gesteine der böhmischen Masse) ist für die Bauwirtschaft und die Glasproduktion, sowie in der Kunststoffindustrie von Bedeutung. Entsprechend dem Mineralrohstoffgesetz 1999 wird der Sankt Georgener Quarzsand als bergfreier mineralischer Rohstoff eingestuft. Das Krempelbauer Quarzsandwerk St. Georgen Hentschläger betreibt vier Quarzsandgruben in Sankt Georgen an der Gusen und Engerwitzdorf.
1999 wurde ein Einsatzzentrum eröffnet, wo folgende Einrichtungen untergebracht sind:
- örtliche Feuerwehr
- Rotes Kreuz (Ortsstelle Sankt Georgen an der Gusen mit Einzugsgebiet Steyregg, Luftenberg, Langenstein, Sankt Georgen, Mauthausen, Katsdorf und Ried in der Riedmark)
- Polizei (Ortsstelle Sankt Georgen mit Einzugsgebiet Luftenberg, Sankt Georgen, Langenstein und Katsdorf)
- Jugendzentrum
- Probenlokal für den Musikverein

Die Marktgemeinde betreibt einen Wirtschaftshof, der für die laufende Wartung von Wasserversorgung und Abwasserbeseitigung, für Abfallabfuhr, Straßenbau- und -erhaltung, Gebäudeerhaltungsmaßnahmen, Friedhofarbeiten, Pflege der Grünanlagen und Spielplätze sowie für die Wartungs- und Verlegearbeiten für Kabelfernsehen und Internet zuständig ist und neun Mitarbeiter beschäftigt.
Das Kabelnetz 4222 besteht seit 1982 und versorgt neben der Marktgemeinde Sankt Georgen auch die Ortschaft Abwinden. Neben der Versorgung mit den gängigen TV- und Radioprogrammen wird seit dem Jahr ein eigener Infokanal angeboten, ebenfalls seit dem Jahr 2000 Internet über die LIWEST und seit 2006 Festnetztelefonie.
Die Freiwillige Feuerwehr Sankt Georgen an der Gusen wurde 1897 zunächst als Verein gegründet, bis sie 1938 in die Zuständigkeit der Gemeinde kam und seither als Körperschaft öffentlichen Rechts geführt wird.
Die kommunale Bestattung und Friedhofsverwaltung der Marktgemeinde ist für den mehrgemeindlichen Friedhof zuständig, wo die Toten der Gemeinden Sankt Georgen an der Gusen, Luftenberg an der Donau und Langenstein, sowie auf Grund der Pfarrzugehörigkeit auch die Verstorbenen der Ortschaft Frankenberg der Gemeinde Ried in der Riedmark und der Ortschaft Weingraben in der Gemeinde Engerwitzdorf bestattet werden.

### Energie und Wasserversorgung
Sankt Georgen an der Gusen wird von der Linz AG mit Strom versorgt. Erdgas kommt über das Leitungsnetz der OÖ Ferngas AG, Linz, in die Haushalte. Fernwärme wird seit 2008 vom örtlichen Betreiber eines Biomasse-Fernheizkraftwerkes, der Biowärme Gusental, über ein mehrere Kilometer langes Leitungsnetz geliefert. Die Wasserversorgung der Marktgemeinde ist wesentlicher Bestandteil des Wasserverbandes Untere Gusen, der darüber hinaus auch noch die Verbandsanlagen für die Gemeinden Langenstein, Ried in der Riedmark und Engerwitzdorf verwaltet. Der Hauptbrunnen und eine kleinere Quellfassung in Weingraben speisen fünf Hochbehälter, von denen täglich etwa 1200 Kubikmeter Wasser für die Haushalte zur Verfügung gestellt wird. Die Abwasserentsorgung erfolgte zunächst über die in den 1970er-Jahren errichtete Kläranlage der Marktgemeinde, ab Mitte der 1990er-Jahre schloss man sich der Großkläranlage Asten an.

### Verkehr
In Sankt Georgen an der Gusen befindet sich eine Haltestelle der Summerauer Bahn. Der nur etwa einen Kilometer südwestlich der Haltestelle gelegene Bahnhof Sankt Georgen befindet sich zwar auch in der Nähe des Ortszentrums, jedoch bereits auf dem Gemeindegebiet von Luftenberg an der Donau in der Ortschaft Abwinden. Es bestehen Buslinien entlang der Donau Richtung Linz und ins Mühlviertel. Bis zum Ausbau der Donau Straße mit den Umfahrungen von Langenstein, Sankt Georgen an der Gusen und Luftenberg führte die B 3 durch das Ortszentrum von Sankt Georgen an der Gusen. Heute wird sie als L569 Pleschinger Straße geführt.

### Bildung und Kleinkinderbetreuung
- Kindergarten der Pfarrcaritas, Elternkindzentrum Karussell, Kinderfreunde Mühlviertel Naturkindergruppe, Tagesmütter
- Volksschule Sankt Georgen an der Gusen: insgesamt acht Schulklassen
- Polytechnische Schule Sankt Georgen: seit 1997; zum Schulsprengel Sankt Georgen an der Gusen gehören auch Langenstein, Steyregg, Luftenberg und Teile von Mauthausen, Ried und Gallneukirchen
- Die Hauptschule Sankt Georgen an der Gusen wird seit 2009/2010 als neue Mittelschule (NMS Sankt Georgen an der Gusen) geführt
- Landesmusikschule Sankt Georgen an der Gusen: In der 1974 von der Gemeinde gegründeten und 1978 vom Land Oberösterreich übernommenen Landesmusikschule Sankt Georgen an der Gusen sind etwa fünfhundert Schülern eingeschrieben, die 35 Fächer belegen. Einschließlich der Zweigstellen in Mauthausen, Ried in der Riedmark und Steyregg werden 850 Schüler von 40 Lehrern unterrichtet.
- Schülerhort: Für die Schüler steht ein Schülerhort zur Verfügung, wo sie außerhalb der täglichen Schulzeiten sowie in den Ferien und sonstigen schulfreien Tagen betreut werden.

### Sport und Freizeit
- Sankt Georgen an der Gusen verfügt über Sportanlagen für Fußball, Tennis, Leichtathletik, Turnen und Stockschießen sowie über ein Schützenheim.
- Freibad: solarbeheiztes, mit einem Sprungturm ausgestattetes Freibad
- Aktivpark: Das Veranstaltungszentrum mit der Bezeichnung Aktivpark wurde 2008 eröffnet und verfügt über eine Sporthalle und einen Multifunktionssaal samt Technik und Gastronomie.[38]
- Gusentalradweg (R28): An den in den Nachbargemeinden Langenstein und Luftenberg an Sankt Georgen an der Gusen vorbeigeführten Donauradweg besteht über den Gusentalradweg (R28) eine Anknüpfungsmöglichkeit an das überregionale Radwegenetz. Die Wanderwege der Marktgemeinde wurden meist gemeinsam mit den erwähnten Nachbargemeinden eingerichtet und beschildert, u. a. besteht dadurch auch eine Einbindung in den Donausteig.[39]
- IVV-Fit-Wandertag: Ein jährlich Ende September durchgeführter IVV-Fit-Wandertag zählt zu den regelmäßigen Sportveranstaltungen in Sankt Georgen an der Gusen.

### Vereine
In Sankt Georgen an der Gusen entstanden eine Reihe von Vereinen, deren Wirkungskreis sich teilweise auch auf die Nachbarorte Langenstein und Luftenberg erstreckte, solange es dort keine eigenständigen diesbezüglichen Aktivitäten gab. Nachstehend sind einige Gruppierungen beispielhaft aufgezählt:
- Kultur (Arbeitskreis für Heimat-, Denkmal- und Geschichtspflege St. Georgen/Gusen, Kulturverein Tribüne – Zeitkultur in 4222)
- Musik (Sing Aktiv Gemeinschaft,[41] Marktmusik St. Georgen/Gusen,[42] UNIVOICES – Die junge Chorgemeinschaft)
- Kinder und Jugend (Ortsgruppen von Pfadfinder, Katholische Jungschar und Kinderfreunde)
- Sport (Schützenverein, Turn- und Sportverein und Naturfreunde)
- Soziales (Rotes Kreuz St. Georgen/Gusen)

Seit 1986 besteht der Kulturverein Tribüne, der sich als parteiunabhängig definiert und zu aktuellen gesellschaftlichen und kulturellen Entwicklungen Stellung bezieht, künstlerische und kreative Auseinandersetzungen mit diesen Themen fördert, um dadurch Bewusstseinsbildung, kritisches Hinterfragen und Handeln anzuregen.

## Politik

### Gemeinderat
Der Gemeinderat hat 25 Mitglieder.
- Mit den Gemeinderats- und Bürgermeisterwahlen in Oberösterreich 2003 hatte der Gemeinderat folgende Verteilung: 16 SPÖ und 9 ÖVP.
- Mit den Gemeinderats- und Bürgermeisterwahlen in Oberösterreich 2009 hatte der Gemeinderat folgende Verteilung: 15 SPÖ und 10 ÖVP.
- Mit den Gemeinderats- und Bürgermeisterwahlen in Oberösterreich 2015 hatte der Gemeinderat folgende Verteilung: 12 SPÖ, 7 ÖVP und 6 GRÜNE.
- Mit den Gemeinderats- und Bürgermeisterwahlen in Oberösterreich 2021 hat der Gemeinderat folgende Verteilung: 10 SPÖ, 9 ÖVP, 4 GRÜNE und 2 FPÖ.[44]

Bei den Gemeinderatswahlen im Jahr 1945 erhielt die SPÖ mit 49,4 % der Stimmen nur knapp mehr Stimmen als die ÖVP, die 49 % erreichte. Die KPÖ kam auf 1,5 % der Stimmen. Nach dem außergewöhnlichen Stimmverhältnis bei der Gemeinderatswahl 1949 mit 85,4 % ÖVP und 14,6 % SPÖ Anteil gelang der ÖVP 1955 und 1961 das Erreichen der absoluten Mehrheit mit 55,9 bzw. 52,2 % der Stimmen, während die SPÖ nur 40,5 bzw. 39,6 % der Stimmen bekam. Die KLS kam in diesen Jahren auf 3,6 bzw. 3,4 %. Die FPÖ kandidierte 1961 erstmals und bekam 4,8 % der Stimmen.

### Bürgermeister
- Johann Derntl (1850 bis 1855)
- Franz Sterneder (1855 bis 1858)
- Georg Peterseil (1858 bis 1861)
- Johann Sturmair (1861 bis 1867)
- Sebastian Gusenleitner (1867 bis 1870)
- Franz Peterseil (1870 bis 1873)
- Johann Schöfl (1873 bis 1876)
- Georg Peterseil (1879 bis 1882)
- Josef Moser (1882 bis 1894)
- Johann Brückler (1894 bis 1910)
- Franz Seidl (1910 bis 1919)
- Franz Geiblinger (1919 bis 1933)
- Ferdinand Huemer (1933 bis 1934)
- Leopold Hauser (1934 bis 1942)
- Rudolf Wiesmayr (1942 bis 1945)
- Franz Schaup (1945 bis 1946)
- Franz Koblika (1946 bis 1949)
- Johann Hattmannsdorfer (1949 bis 1967)
- Josef Kobilka (1967 bis 1979)
- Johann Hackl (1979 bis 1994)
- Rudolf Honeder (SPÖ) (1994 bis 2007)
- Erich Wahl (SPÖ) (2007 bis 2021)
- Andreas Derntl (ÖVP) (2021 bis dato)

### Wappen
| Wappen von St. Georgen an der Gusen | Blasonierung: „In Gold der heilige Georg auf einem silbernen, rot gezäumten und gesattelten, aufspringenden Ross, in blauem Gurtpanzer, die Pickelhaube mit einer silbernen und einer roten Straußenfeder besteckt, die silberne Lanze in den Rachen eines grünen, nach links gewandten, rot bezungten und gewaffneten, am Boden liegenden, aufsehenden Drachen stoßend.“                         |
| Wappen von St. Georgen an der Gusen | Wappenbegründung: Der Drachentöter St. Georg ist Namensgeber des Ortes und Schutzpatron der Pfarre. Eventuell vorhandene Belege über die Herkunft des Marktwappens sind durch einen Brand 1848 vernichtet worden. Die Neuverleihung erfolgte 1951 durch die oberösterreichische Landesregierung. Der Entwurf des Wappens stammt – nach Angaben von A. Winkler (1876) – von Franz Lehrer aus Linz. |

### Gemeindefinanzen
Im Jahr 2009 hatte die Marktgemeinde Sankt Georgen an der Gusen Gesamteinnahmen von 12,5 Millionen Euro und Gesamtausgaben in Höhe von 13,4 Millionen Euro. Die größten Einnahmequellen waren die Ertragsanteile aus dem Finanzausgleich mit 2,4 Millionen Euro und die Kommunalsteuer mit 304 Tausend Euro. Sankt Georgen liegt mit einer Finanzkraft von 808 Euro pro Kopf an 10. Stelle im Bezirk und an 265. Stelle von 445 Gemeinden in Oberösterreich. Die Gemeindeschulden pro Kopf betrugen 1.229 Euro; Sankt Georgen an der Gusen nahm damit im Bezirk Rang 24 von 26 und in Oberösterreich Rang 348 von 445 Gemeinden ein.

#### Kultur- und Sportförderung
Seit 1990 vergibt die Marktgemeinde Sankt Georgen einen Preis für Leistungen auf dem Gebiet der Kultur und des Sports. Seit 1995 gibt es je einen Kultur- und einen Sportpreis. Die Preisträger wurden auf der Homepage der Gemeinde veröffentlicht.

### Gemeindepartnerschaften

Empoli, Wappen

- Empoli in der Toskana, Italien: Mit der Stadt Empoli besteht seit 1997 eine Städtepartnerschaft. Junge Facharbeiter der dortigen Glasfabrik wurden zu Beginn des Zweiten Weltkrieges deportiert und mussten beim Projekt Bergkristall im Konzentrationslager Gusen unter unmenschlichen Arbeits- und Sozialbedingungen arbeiten. Viele davon kamen ums Leben. Die anlässlich von Gedenkfeiern der Überlebenden auf deren Wunsch unter Mitwirkung von Rudolf Haunschmied initiierte Städtepartnerschaft soll durch kulturelle Aktivitäten über die Grenzen hinweg auch die Grenzen im Kopf wie beispielsweise Rassismus und Fremdenfeindlichkeit abbauen. Die Umsetzung der Partnerschaft erfolgte bisher mehrfach durch Schüler-, Künstler- und Kulturaustausch.[48]

## Persönlichkeiten

### Ehrenbürger der Gemeinde
- Jahr?: Edmund Guggenberger: Gemeinde- und Oberbahnarzt

### Söhne und Töchter der Gemeinde
- Rudolf Burger (* 1946), Künstler
- Franz Peterseil (1907–1991), Gauinspekteur von Oberdonau, Abgeordneter zum Großdeutschen Reichstag
- Johann Hattmannsdorfer (1909–1974), Landwirt, Bürgermeister und Abgeordneter zum Nationalrat

### Personen mit Bezug zur Gemeinde
- Eduard Munninger (1901–1965), österreichischer Pädagoge, Autor, Musiker, Ordensgründer, war Lehrer in Sankt Georgen
- Louis Häfliger (1904–1993), verhinderte als Delegierter des IKRK gegen Ende des Zweiten Weltkrieges durch Eigeninitiative die Sprengung des Flugzeugwerks und trug wesentlich zur Befreiung des KZ Mauthausen und KZ Gusen bei. Die Darstellungen in der Literatur in diesem Zusammenhang sind kontrovers.[49]
- Karl Derntl (1918–1975), österreichischer Komponist und Musiker, wuchs in Sankt Georgen im Kreis seiner musikalischen Familie auf
- Ottmar Premstaller (1927–2018), Tierarzt, Kalligraph, Grafiker, Exlibris-Experte und Verleger, war Tierarzt von Sankt Georgen und wohnte im Ort
- Hans Dieter Mairinger (* 1943), österreichischer Soziologe, Mundartdichter, wuchs in Sankt Georgen auf und lebt dort
- Martha Gammer (* 1947), österreichische Heimatforscherin, Hauptschullehrerin, Autorin, Übersetzerin, lebt in Sankt Georgen und unterrichtete in der Hauptschule
- Rudolf Haunschmied (* 1966), österreichischer Heimatforscher und Autor, wuchs in Sankt Georgen auf